# Mardzan Szaraw
Mardzan Szaraw (mong. Марзан Шарав, właśc. Balduugijn Szaraw mong. Балдуугийн Шарав; ur. 1869, zm. 1939) – mongolski malarz.

## Życiorys
Urodził się zimą 1869 roku na terenie dzisiejszego ajmaku gobijsko-ałtajskiego. Jego matka pasła bydło, ojciec pozostaje nieznany. Na życzenie matki, która chciała aby syn został mnichem, pobierał nauki u swojego wuja, mnicha buddyjskiego Jamtsa Guna (1826–1901), który parał się także sztukami plastycznymi, w tym malarstwem thanka. Szaraw nigdy się nie ożenił ani nie wszedł w bliższe relacje z kobietami, nie miał dzieci.
Doświadczył prześladowań w czasach panowania dynastii Qing z powodu swoich karykatur feudałów i mnichów. Przyjechał z nomadami do Ich-Churee (dzisiejszy Ułan Bator) w wieku 22 lat. Bogda Chan, który cenił jego prace zaproponował mu zostanie jego malarzem nadwornym. Na potrzeby wyposażenia jego pałacu zimowego stworzył kilka obrazów rodzajowych. Bogda Chan wymyślił jego pseudonim Mardzan, co oznacza „żartobliwy, krotochwilny”. Jeden z ostatnich śladów jego życia pochodzi z 12 stycznia 1939 roku, kiedy był obecny na zebraniu partyjnym.

## Twórczość
Malarstwo Szarawa tworzone w konwencji thanka i mongoł dzurag cechuje duży realizm, przez co jego prace są cennym dokumentem epoki. Pomimo zakorzenienia w tradycji jego malarstwo cechowało nowatorstwo formalne: unikał klasycznego cieniowania i typowej perspektywy. Bywa nazywany mongolskim Bruegelem. Jego najbardziej znane obrazy przedstawiają sceny rodzajowe z codziennego życia Mongołów, które stworzył na zlecenie Bogda Chana, które zazwyczaj określa się jako cykl pt. Jeden dzień w Mongolii. Ponadto zajmował się m.in. malarstwem portretowym, w którym widać wpływy kultury Zachodu (m.in. portret Włodzimierza Lenina z 1922 roku). Zaprojektował pierwsze wydanie czasopisma „Uria”.

## Galeria

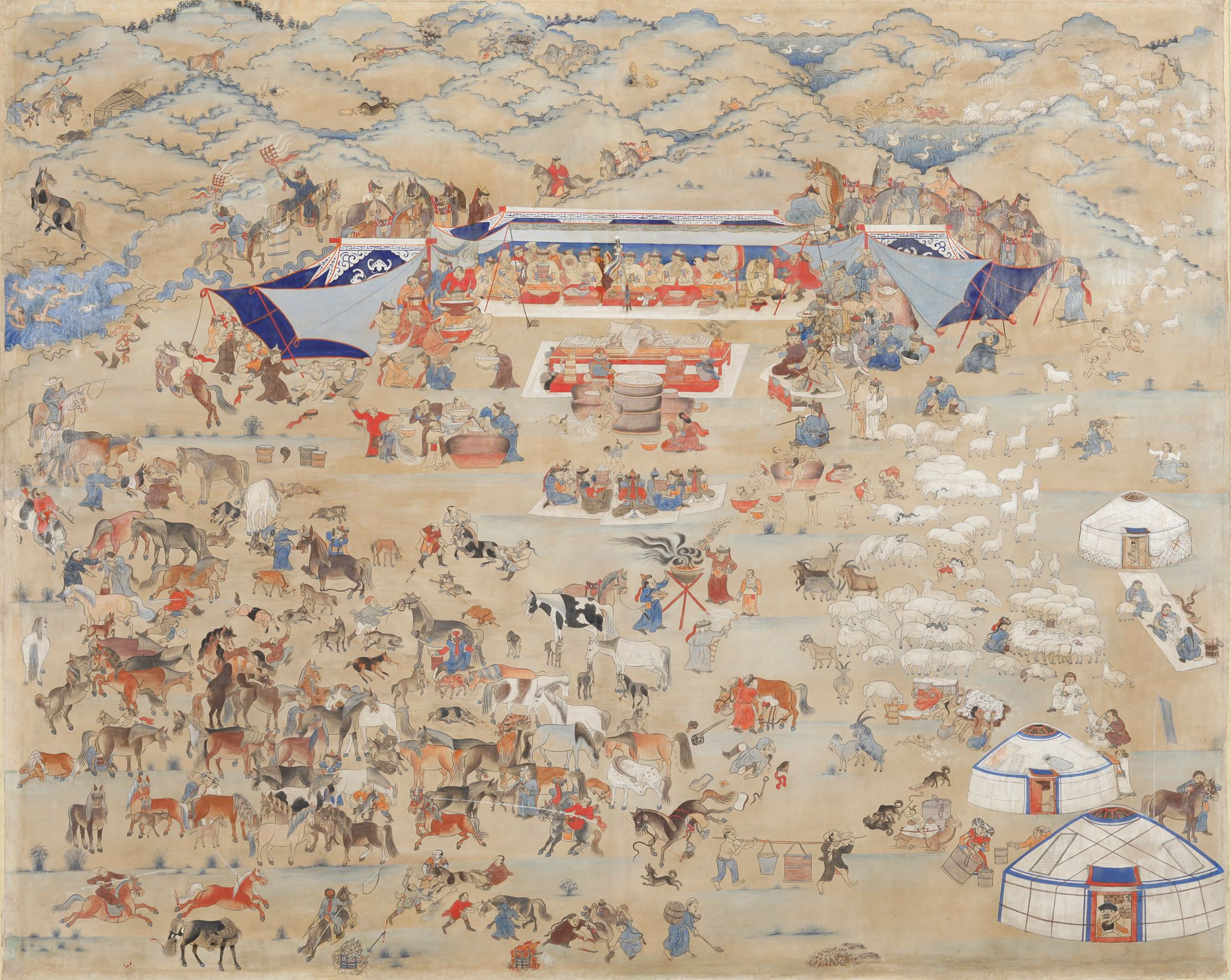
Lato z cyklu Jeden dzień w Mongolii (początek XX wieku)
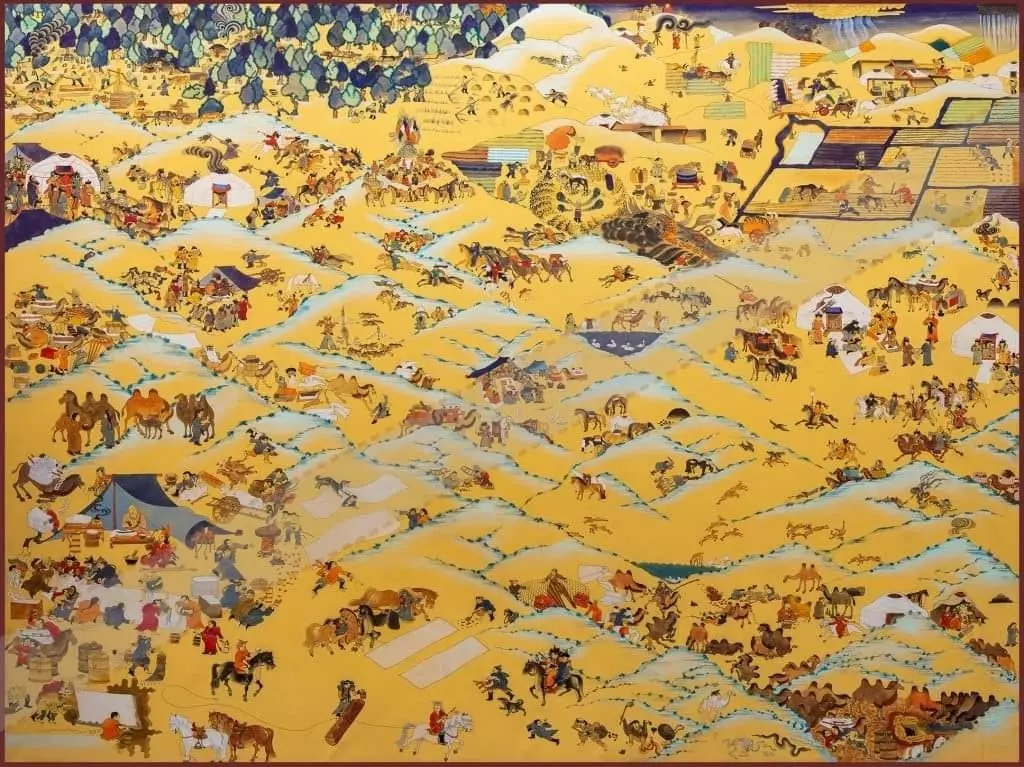
Obraz z cyklu Jeden dzień w Mongolii
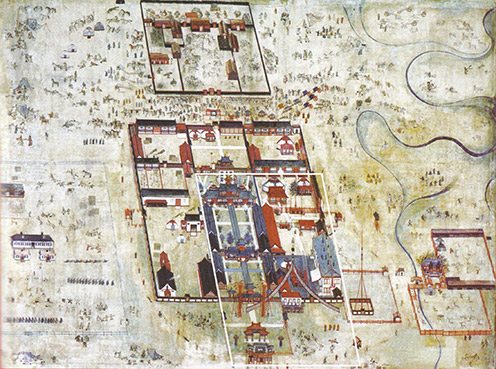
Zielony Pałac Zimowy Bogda Chana
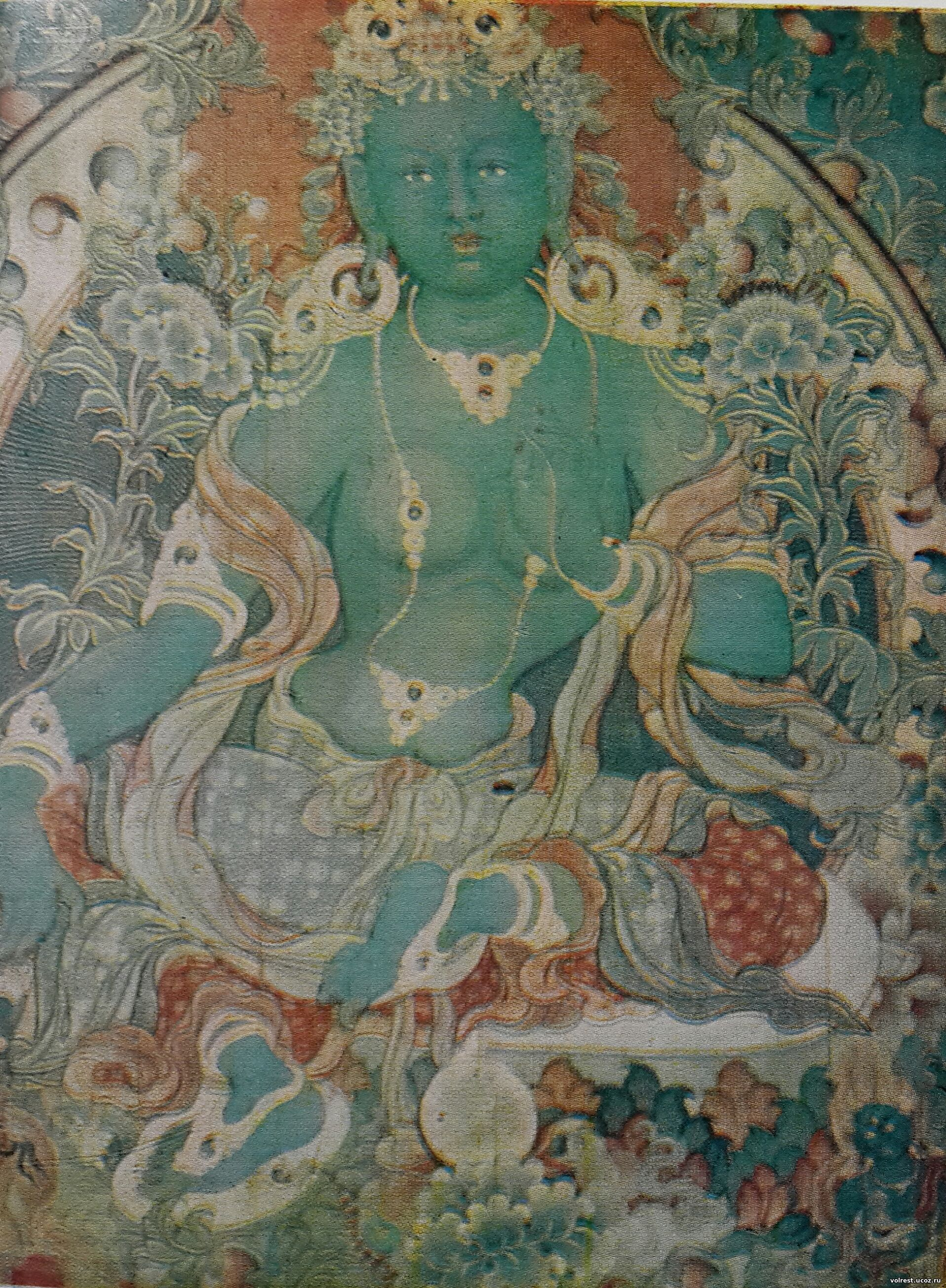
Zielona Tārā
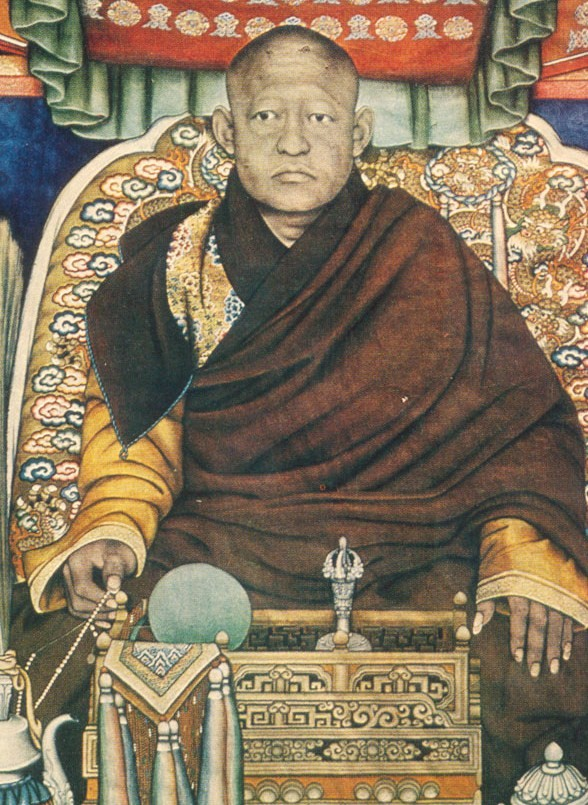
Portret Bogda Chana
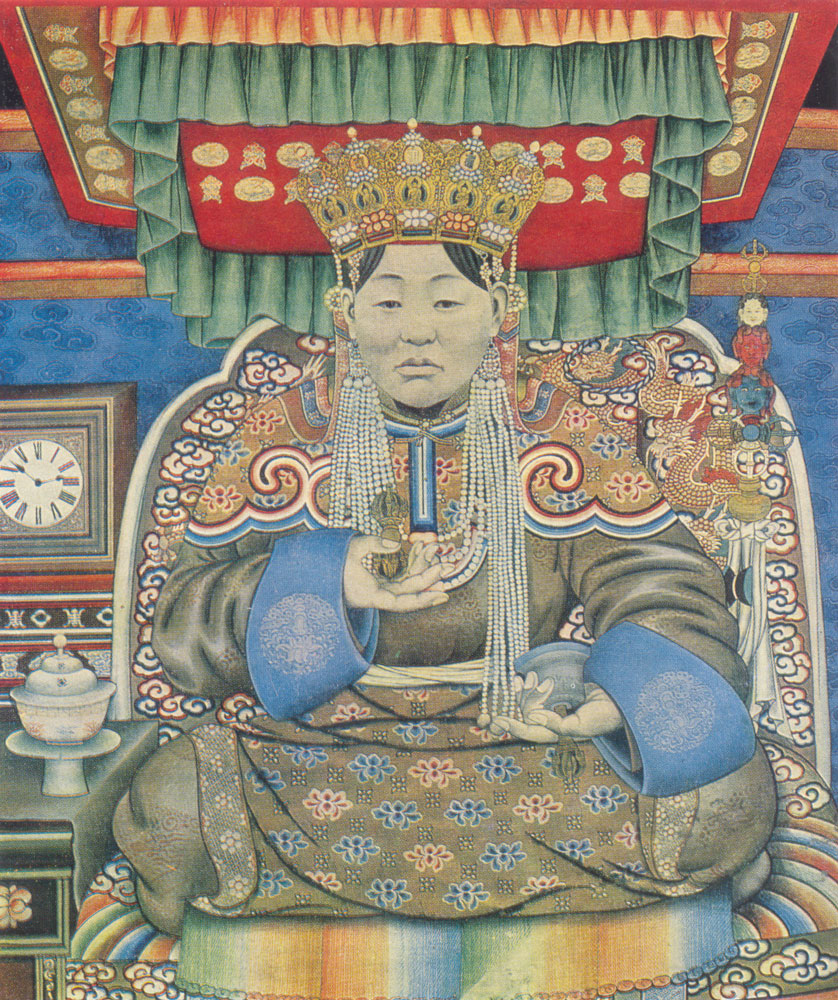
Portret Tsendiin Dondogdulam
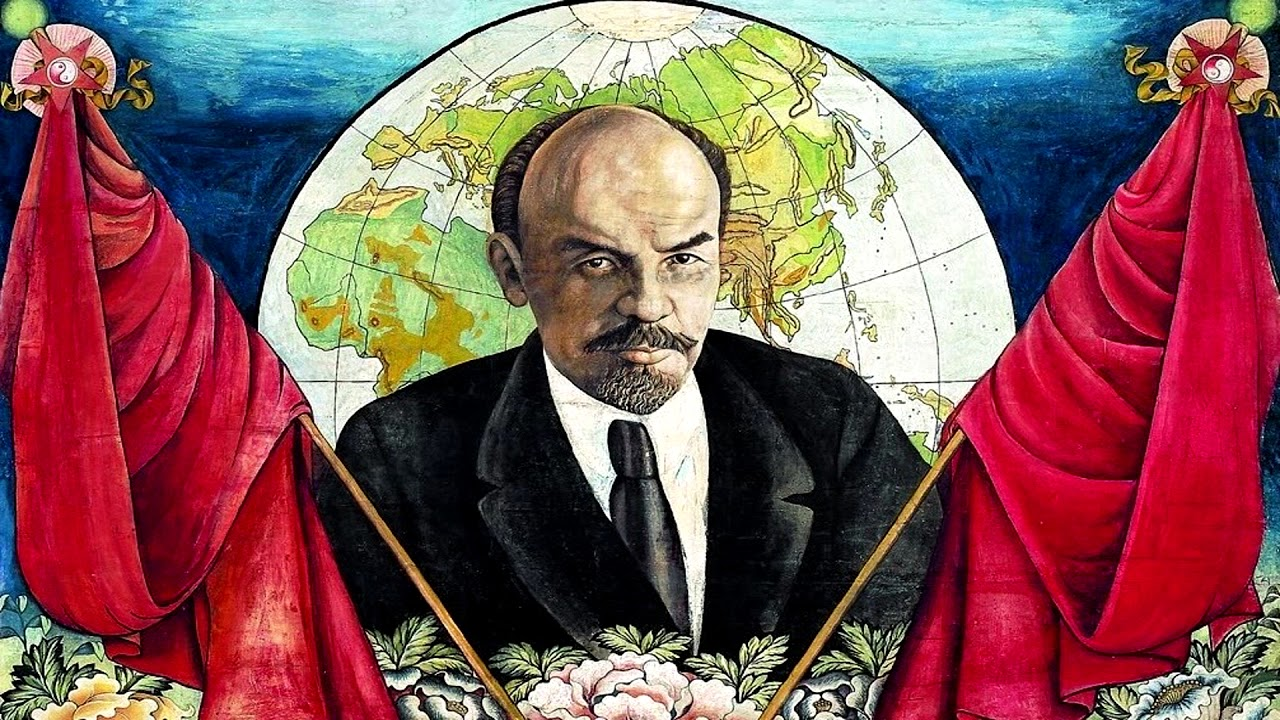
Portret W. Lenina (1922)